# Гленвіль (Міннесота)
Гленвіль (англ. Glenville) — місто (англ. city) в США, в окрузі Фріборн штату Міннесота. Населення — 568 осіб (2020).

## Географія
Гленвіль розташований за координатами 43°34′27″ пн. ш. 93°16′52″ зх. д. / 43.57417° пн. ш. 93.28111° зх. д. (43.574187, -93.281066).  За даними Бюро перепису населення США в 2010 році місто мало площу 3,07 км², з яких 2,90 км² — суходіл та 0,16 км² — водойми.

## Демографія
Згідно з переписом 2010 року, у місті мешкали 643 особи в 278 домогосподарствах у складі 179 родин. Густота населення становила 210 осіб/км².  Було 290 помешкань (95/км²).
Расовий склад населення:
| - 98,0 % — білих - 0,8 % — азіатів |

До двох чи більше рас належало 0,3 %. Частка іспаномовних становила 2,3 % від усіх жителів.
За віковим діапазоном населення розподілялося таким чином: 21,3 % — особи молодші 18 років, 59,3 % — особи у віці 18—64 років, 19,4 % — особи у віці 65 років та старші. Медіана віку мешканця становила 44,2 року. На 100 осіб жіночої статі у місті припадало 96,0 чоловіків;  на 100 жінок у віці від 18 років та старших — 94,6 чоловіків також старших 18 років.
Середній дохід на одне домашнє господарство  становив 51 750 доларів США (медіана — 46 917), а середній дохід на одну сім'ю — 61 005 доларів (медіана — 56 250). Медіана доходів становила 40 625 доларів для чоловіків та 29 688 доларів для жінок. За межею бідності перебувало 11,5 % осіб, у тому числі 23,5 % дітей у віці до 18 років та 9,2 % осіб у віці 65 років та старших.
Цивільне працевлаштоване населення становило 328 осіб. Основні галузі зайнятості: освіта, охорона здоров'я та соціальна допомога — 24,1 %, виробництво — 18,6 %, транспорт — 8,2 %, мистецтво, розваги та відпочинок — 7,9 %.